# Porcellionides subterraneus
Porcellionides subterraneus là một loài chân đều trong họ Porcellionidae. Loài này được Verhoeff miêu tả khoa học năm 1923.